# Adelasa Michiel
Adelasa Michiel var en dogaressa av Venedig, gift med Venedigs doge Pietro Polani (r. 1130-1148). 
Hon var dotter till dogen Domenico Michiel. 
Adelasa hade tydligen en avsevärd förmögenhet, eftersom hon i ett dokument från Chioggia inte bara framträder som dogens hustru, nämligen som ”Adelasa uxor tua [dvs. des Doges]”, utan också som ägare till saltpannor i Venedigs södra lagun. Enligt Codice diplomatico padovano dog hon i oktober 1144.